# Lethogoleos andersoni
Lethogoleos andersoni – słabo poznany gatunek morskiej ryby węgorzokształtnej z rodziny żmijakowatych (Ophichthidae). Reprezentuje monotypowy rodzaj Lethogoleos. Został opisany naukowo z zachodniego Atlantyku przez Johna McCoskera i Jamesa Böhlke w 1982. 